# Gare de Oued Djer
La gare de Oued Djer est une ancienne gare ferroviaire algérienne située sur le territoire de la commune de Oued Djer, dans la wilaya de Blida.

## Situation ferroviaire
La gare est située sur la ligne d'Alger à Oran où elle est précédée de la gare d'El Affroun et suivie de celle de Boumedfaa.

## Service des voyageurs

### Desserte
En 2023, la gare n'est pas desservie par les trains de la Société nationale des transports ferroviaires.